# Українське Крайове Товариство охорони дітей і опіки над молоддю
Українське Крайове Товариство охорони дітей і опіки над молоддю (УКТОД), засноване у Львові 1917 заходами В. Децикевича й о. Т. Войнаровського під патронатом митрополита А. Шептицького. Товариство мало 20 філій і 4 секції: опіки над молоддю, видавничу, бібліотечну й Українську Порадню Матерів, утримувало амбулаторії, здобувало фонди на влаштування вакаційних та відпочинкових осель 1 пластових таборів, при чому широко користувалося субсидіями митр. А. Шептицького. З приходом більшовиків 1939 УКТОД перестало існувати.